# Mesochris
Mesochris var enligt Manetho den grekiska formen av namnet på den fjärde faraonen under Egyptens tredje dynasti, och placerar honom som mellan Sekhemkhet och Soyphis med en regeringslängd på 17 år. Detta är dock kontroversiellt och osäkert. Vissa egyptologer tror att Mesochris är födelsenamnet på Neferkare eller Nebkare. De ser honom även som efterträdare till Hudjefa II, och företrädare till Huni. Andra tror att Mesochris är regentnamnet på Sanakht och placerar honom som mellan sjunde och åttonde kungarna.
Det finns inga samtida fynd från en kung Neferkare. I Abydoslistan står Neferkare som efterträdare till Sedjes, och i Turinpapyrusen nämns ingen "Nebkare".